# Ameroseius
Ameroseius es un género  de ácaros perteneciente a la familia Ameroseiidae.

## Especies
- Ameroseius asper Karg, 1994
- Ameroseius bassolsae (Vargas & Polaco, 2001)
- Ameroseius bellus Barilo, 1987
- Ameroseius bisetae Karg, 1994
- Ameroseius callosus Masan, 1998
- Ameroseius cavernosus Westerboer, 1963
- Ameroseius corbiculus (Sowerby, 1806)
- Ameroseius corniculus (Karg, 1971)
- Ameroseius crassisetosus Ye & Ma, 1993
- Ameroseius cuiqishengi Ma-Liming, 1995
- Ameroseius curvatus Gu, Wang & Bai, 1989
- Ameroseius delicatus Berlese, 1918
- Ameroseius dendrovagans Flechtmann & Flechtmann, 1985
- Ameroseius denticulatus Gu & Guo, 1997
- Ameroseius dubitatus Berlese, 1918
- Ameroseius fungicolis Masan, 1998
- Ameroseius furcatus Karg, 1971
- Ameroseius georgei Turk, 1943
- Ameroseius gilarovi Koshanova, 1987
- Ameroseius guyimingi Ma, 1997
- Ameroseius halongica (Haitlinger, 1987)
- Ameroseius hypogaeus Berlese, 1920
- Ameroseius laelaptoides Berlese, 1904
- Ameroseius lehtineni Huhta & Karg, 2010
- Ameroseius lidiae Bregetova, 1977
- Ameroseius longisetosus Ye & Ma, 1993
- Ameroseius longitrichus W.Hirschmann, 1963
- Ameroseius magnisetosa Ishikawa, 1972
- Ameroseius marginalis Fan-Qinghai & Li-Longsh, 1993
- Ameroseius multus Gu, Wang & Bai, 1989
- Ameroseius pavidus (C.L.Koch, 1839)
- Ameroseius plumigerus (Oudemans, 1930)
- Ameroseius plumosoides Gu, Wang & Bai, 1989
- Ameroseius plumosus (Oudemans, 1902)
- Ameroseius potchefstroomensis (Kruger & Loots, 1980)
- Ameroseius qinghaiensis Li & Yang, 2000
- Ameroseius renatae Mašán, 2017
- Ameroseius reticulatus (Kruger & Loots, 1980)
- Ameroseius sculptilis Berlese, 1916
- Ameroseius sextuberculi Karg, 1996
- Ameroseius sichanensis Fan-Qinghai & Li-Longsh, 1993
- Ameroseius stultus Karg, 1996
- Ameroseius taoerhensis Ma-Liming, 1995
- Ameroseius tenellus Berlese, 1916
- Ameroseius ulmi Hirschmann, 1963
- Ameroseius wahabi (Ibrahim & Abdel-Samed, 1992)